# Досън (окръг, Джорджия)
Окръг Досън (на английски: Dawson County) е окръг в щата Джорджия, Съединени американски щати. Площта му е 554 km², а населението - 20 643 души. Административен център е град Досънвил.